# Дубна
Дубна (рус. Дубна́) град је у Русији у Московској области, отприлике 125 километара северно од Москве. Дубна се налази на обали реке Волге.
Дубна је основана 1956. Према попису становништва из 2010. у граду је живело 70.569 становника.
Дубна је позната по „Обједињеном институту за нуклеарно истраживање“, чији је главни задатак да истражује тешке елементе. Тако се 105 елемент у Мендељејевој таблици назива дубнијум, управо по овом граду. Највећи део становништва ради у овом граду управо ради у институту. И Московски универзитет има своје огранке у Дубни. Сем дубнијума у овом институту откривено је још неколико хемијских елемената.

## Становништво
Према прелиминарним подацима са пописа, у граду је 2010. живело 70.569 становника, 9.618 (15,78%) више него 2002.
| 1939. | 1959.  | 1970.  | 1979.  | 1989.  | 2002.  | 2010.  |
| ----- | ------ | ------ | ------ | ------ | ------ | ------ |
| 9.904 | 14.009 | 43.674 | 54.886 | 65.805 | 60.951 | 70.569 |

## Партнерски градови
- Giv'at Shmuel
- Ла Крос
- / Алушта
- Голдап
- Курчатов
- Lincang